# Dasophrys reburrus
Dasophrys reburrus là một loài ruồi trong họ Asilidae. Dasophrys reburrus được Londt miêu tả năm 1981. Loài này phân bố ở vùng nhiệt đới châu Phi.